# دولت أباد (مشكين شهر)
دولت أباد هي قرية في مقاطعة مشكين شهر، إيران. عدد سكان هذه القرية هو 1,315 في سنة 2006.